# Estadio Nuevo de Limón
Estadio Nuevo de Limón – wielofunkcyjny stadion w mieście Limón w Kostaryce. Swoje mecze rozgrywa nim drużyna piłkarska Limón FC. Stadion może pomieścić 2600 osób.